# Slocomb
Slocomb är en ort i Geneva County i Alabama. Orten har fått namn efter postmästaren Frank W. Slocomb. Vid 2020 års folkräkning hade Slocomb 2 082 invånare.